# Vagn Hovard
Vagn Eicher Hovard (Frederiksberg, Danska, 28. srpnja 1914.) je bivši danski hokejaš na travi.
Na hokejaškom turniru na Olimpijskim igrama 1936. u Berlinu je igrao za Dansku. Danska je ispala u 1. krugu, s jednom neriješenom i jednim porazom je bila zadnja, treća u skupini "B". 
Te 1936. je igrao za klub KH København.
Zadnji put se na Olimpijskim igrama pojavio na olimpijskom hokejaškom turniru 1948. u Londonu. Igrao je za Dansku, a Danska je ispala u 1. krugu. Odigrao je jedan susret na mjestu veznog igrača.

## Vanjske poveznice
- Profil na Sports Reference.com  Arhivirana inačica izvorne stranice od 19. svibnja 2011. (Wayback Machine)